# Xovinisme planetari
El xovinisme planetari és un terme que es creu que va ser encunyat per Isaac Asimov, tot i que en una entrevista amb Bill Boggs Asimov esmenta que el va sentir de Carl Sagan originalment. És un terme per descriure una creença comuna que la societat humana sempre estarà basada en el planeta (encara que s'estengui més enllà de la Terra) i passa per alt o ignora els beneficis potencials de la vida basada en l'espai. El contraargument és que tots els beneficis d'un planeta es poden aconseguir a l'espai, normalment mitjançant una estructura de tipus cilindre O'Neill.